# 첩여 장씨 (전한 선제)
첩여 장씨(張婕妤)는 한 선제가 총애하던 후궁이다. 첩여 장씨는 미모가 빼어나 선제의 승은을 입어 미인 장씨로 책봉되었고, 아들 유흠을 낳은 뒤 후궁에서 품계가 가장 높은 첩여로 책봉되었다.
궁 안에서 매화 로 뽑힌 적이 있었다. '매화'는 아름다운 사람을 뽑는 행사였는데, 외모가 아름다워 매화 로 자주 뽑혔었다고 한다.
그러나 질투가 심하였는데, 선제의 후궁인 미인 이씨의 아이를 사산 시켰다고 한다. 이일로 미인 이씨는 자진 하였다. 또한 양인 황씨가 선제의 승은을 입으려 목욕을 하는데 물을 뜨겁게 데워 화상을 입어 승은을 입지 못하였다고 한다. 선제가 사망하고 며칠 뒤 첩여 장씨도 선제를 따라 자살하였다.

## 가족 관계
- 남편 : 한 선제
- 아들 : 회양헌왕 유흠